# SN 2004D
SN 2004D – supernowa typu II odkryta 4 stycznia 2004 roku w galaktyce UGC 6916. W momencie odkrycia miała maksymalną jasność 19,10m.